# Saint-André-de-Lancize
Pour les articles homonymes, voir Saint-André.
Saint-André-de-Lancize est une commune française, située dans le sud-est du département de la Lozère en région Occitanie.
Exposée à un climat méditerranéen, elle est drainée par la Mimente, le Gardon de Saint-Germain, l'Arbone et par divers autres petits cours d'eau. Incluse dans les Cévennes, la commune possède un patrimoine naturel remarquable : deux sites Natura 2000 (la « vallée du Gardon de Mialet » et « les Cévennes »), un espace protégé (le « Bougès ») et cinq zones naturelles d'intérêt écologique, faunistique et floristique.
Saint-André-de-Lancize est une commune rurale qui compte 163 habitants en 2022, après avoir connu un pic de population de 704 habitants en 1841.  Ses habitants sont appelés les Andrélancizois ou  Andrélancizoises.

## Géographie

### Communes limitrophes
Les communes limitrophes sont  Cassagnas, Pont de Montvert - Sud Mont Lozère, Saint-Germain-de-Calberte, Saint-Hilaire-de-Lavit et Saint-Privat-de-Vallongue.
|           | Pont de Montvert - Sud Mont Lozère |                           |
| Cassagnas | Saint-André-de-Lancize             | Saint-Privat-de-Vallongue |
|           | Saint-Germain-de-Calberte          | Saint-Hilaire-de-Lavit    |

### Climat
Pour des articles plus généraux, voir Climat de l'Occitanie et Climat de la Lozère.
En 2010, le climat de la commune est de type climat méditerranéen franc, selon une étude s'appuyant sur une série de données couvrant la période 1971-2000. En 2020, Météo-France publie une typologie des climats de la France métropolitaine dans laquelle la commune est exposée à un climat de montagne ou de marges de montagne et est dans une zone de transition entre les régions climatiques « Provence, Languedoc-Roussillon » et « Sud-est du Massif Central ».
Pour la période 1971-2000, la température annuelle moyenne est de 10,6 °C, avec une amplitude thermique annuelle de 16,3 °C. Le cumul annuel moyen de précipitations est de 1 557 mm, avec 9,5 jours de précipitations en janvier et 4,9 jours en juillet. Pour la période 1991-2020, la température moyenne annuelle observée sur la station météorologique la plus proche, située sur la commune du Collet-de-Dèze à 9 km à vol d'oiseau, est de 12,9 °C et le cumul annuel moyen de précipitations est de 1 612,2 mm,. Pour l'avenir, les paramètres climatiques de la commune estimés pour 2050 selon différents scénarios d'émission de gaz à effet de serre sont consultables sur un site dédié publié par Météo-France en novembre 2022.

### Milieux naturels et biodiversité

#### Espaces protégés
La protection réglementaire est le mode d’intervention le plus fort pour préserver des espaces naturels remarquables et leur biodiversité associée,.
Dans ce cadre, la commune fait partie de la zone cœur du Parc national des Cévennes. Ce  parc national, créé en 1967, est un territoire de moyenne montagne formé de cinq entités géographiques : le massif de l'Aigoual, le causse Méjean avec les gorges du Tarn et de la Jonte, le mont Lozère, les vallées cévenoles ainsi que le piémont cévenol.
La commune fait également partie des Cévennes, un territoire  reconnu réserve de biosphère par l'UNESCO en 1985 pour la mosaïque de milieux naturels qui la composent et qui abritent une biodiversité exceptionnelle, avec 2 400 espèces animales, 2 300 espèces de plantes à fleurs et de fougères, auxquelles s’ajoutent d’innombrables mousses, lichens, champignons,.
Un autre espace protégé est présent sur la commune : le « Bougès », une réserve biologique dirigée, d'une superficie de 377,4 ha.

#### Réseau Natura 2000

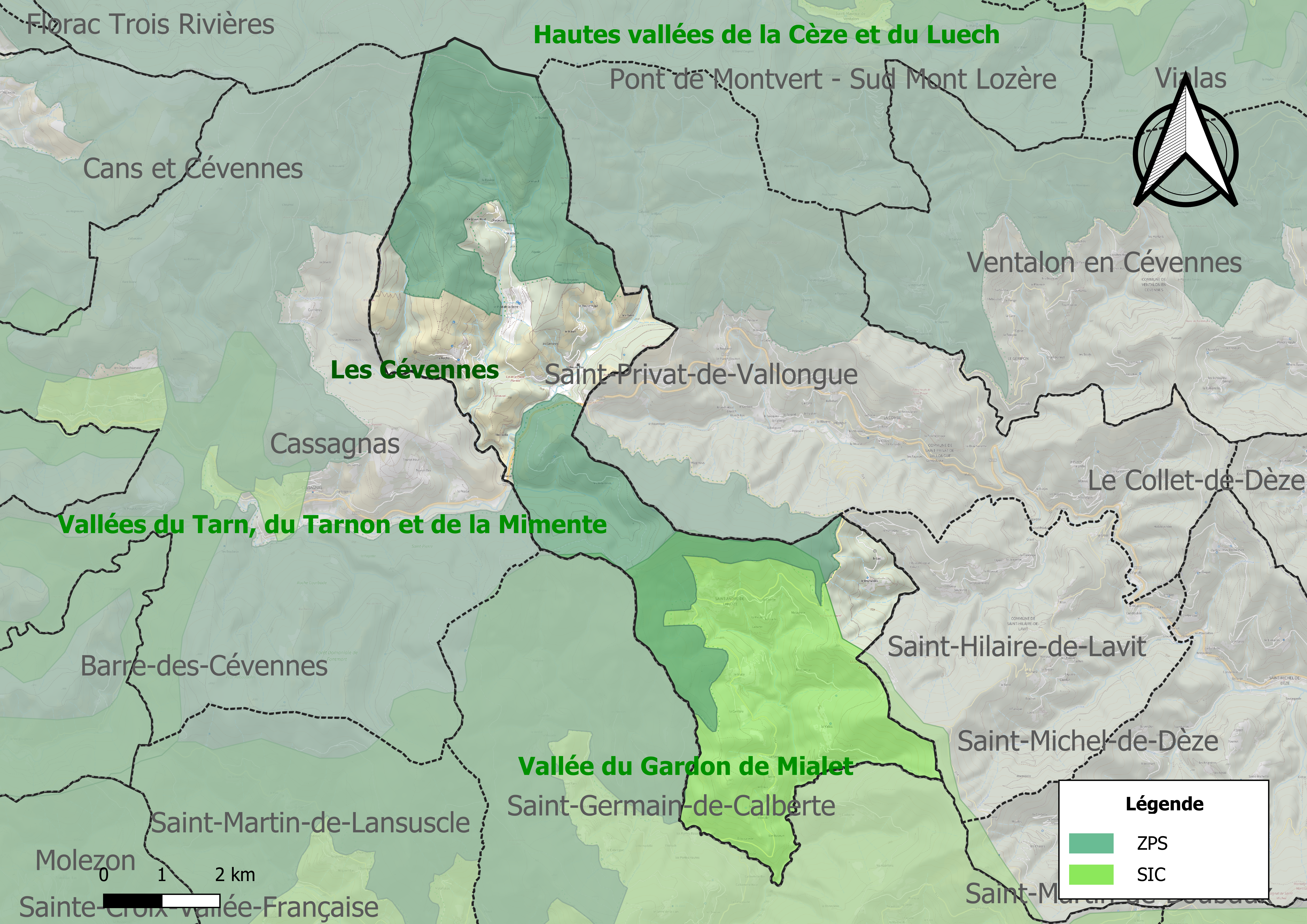
Site Natura 2000 sur le territoire communal.

Le réseau Natura 2000 est un réseau écologique européen de sites naturels d'intérêt écologique élaboré à partir des directives habitats et oiseaux, constitué de zones spéciales de conservation (ZSC) et de zones de protection spéciale (ZPS).
Un site Natura 2000 a été défini sur la commune au titre de la directive habitats :
- la « vallée du Gardon de Mialet », d'une superficie de 23 371 ha, abritant des populations de poissons d'intérêt communautaire, notamment le Barbeau méridional (Barbus meridionalis), mais aussi le Castor et l'Écrevisse à pattes blanches[16]

et un au titre de la directive oiseaux : 
- « les Cévennes », d'une superficie de 92 044 ha, correspondant précisément à la zone centrale du parc national des Cévennes et rassemblant plusieurs ensembles distincts. La diversité des milieux et des paysages permet le maintien d'une avifaune riche et diversifiée : au total, 135 espèces d'oiseaux, dont 22 inscrites à l'annexe 1 de la directive 79-409-CEE, recensées dans la zone centrale du parc, dont une vingtaine d'espèces de rapaces diurnes et sept nocturnes[17].

#### Zones naturelles d'intérêt écologique, faunistique et floristique
L’inventaire des zones naturelles d'intérêt écologique, faunistique et floristique (ZNIEFF) a pour objectif de réaliser une couverture des zones les plus intéressantes sur le plan écologique, essentiellement dans la perspective d’améliorer la connaissance du patrimoine naturel national et de fournir aux différents décideurs un outil d’aide à la prise en compte de l’environnement dans l’aménagement du territoire.
Trois ZNIEFF de type 1 sont recensées sur la commune :
- les « montagnes du Cayla et des Ayres » (1 046 ha), couvrant 4 communes du département[19] ;
- la « vallée du Gardon de Saint-Germain à la Broussarède » (49 ha), couvrant 2 communes du département[20] ;
- la « vallée du Gardon de Saint-Germain à Saint-Germain-de-Calberte » (217 ha), couvrant 3 communes du département[21] ;

et deux ZNIEFF de type 2, : 
- les « Hautes vallées des Gardons » (73 898 ha), couvrant 48 communes dont 27 dans le Gard et 21 dans la Lozère[22] ;
- la « montagne du Bougès » (13 110 ha), couvrant 13 communes dont une dans le Gard et 12 dans la Lozère[23].

Cartes des ZNIEFF de type 1 et 2 à Saint-André-de-Lancize.
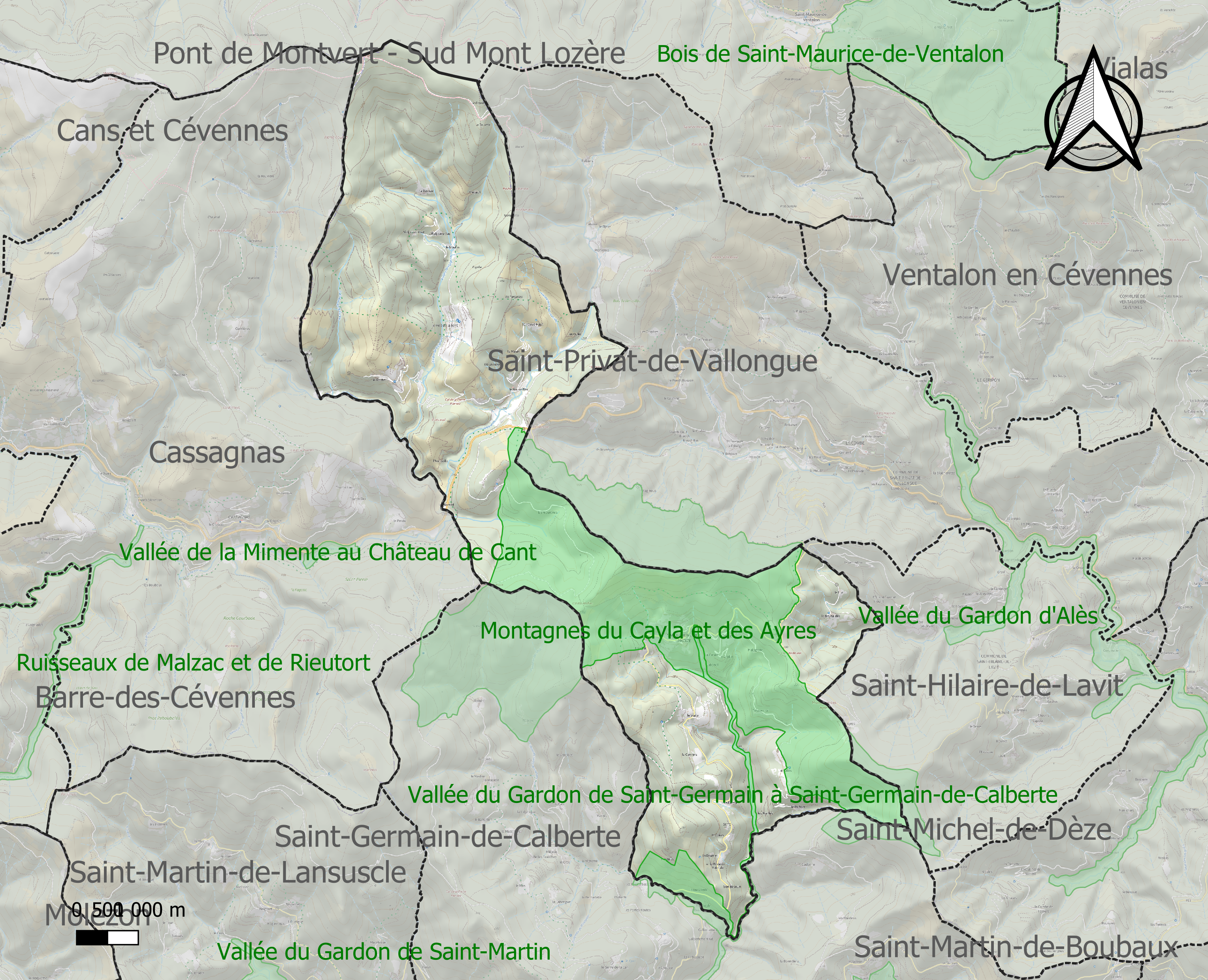
Carte des ZNIEFF de type 1 sur la commune.
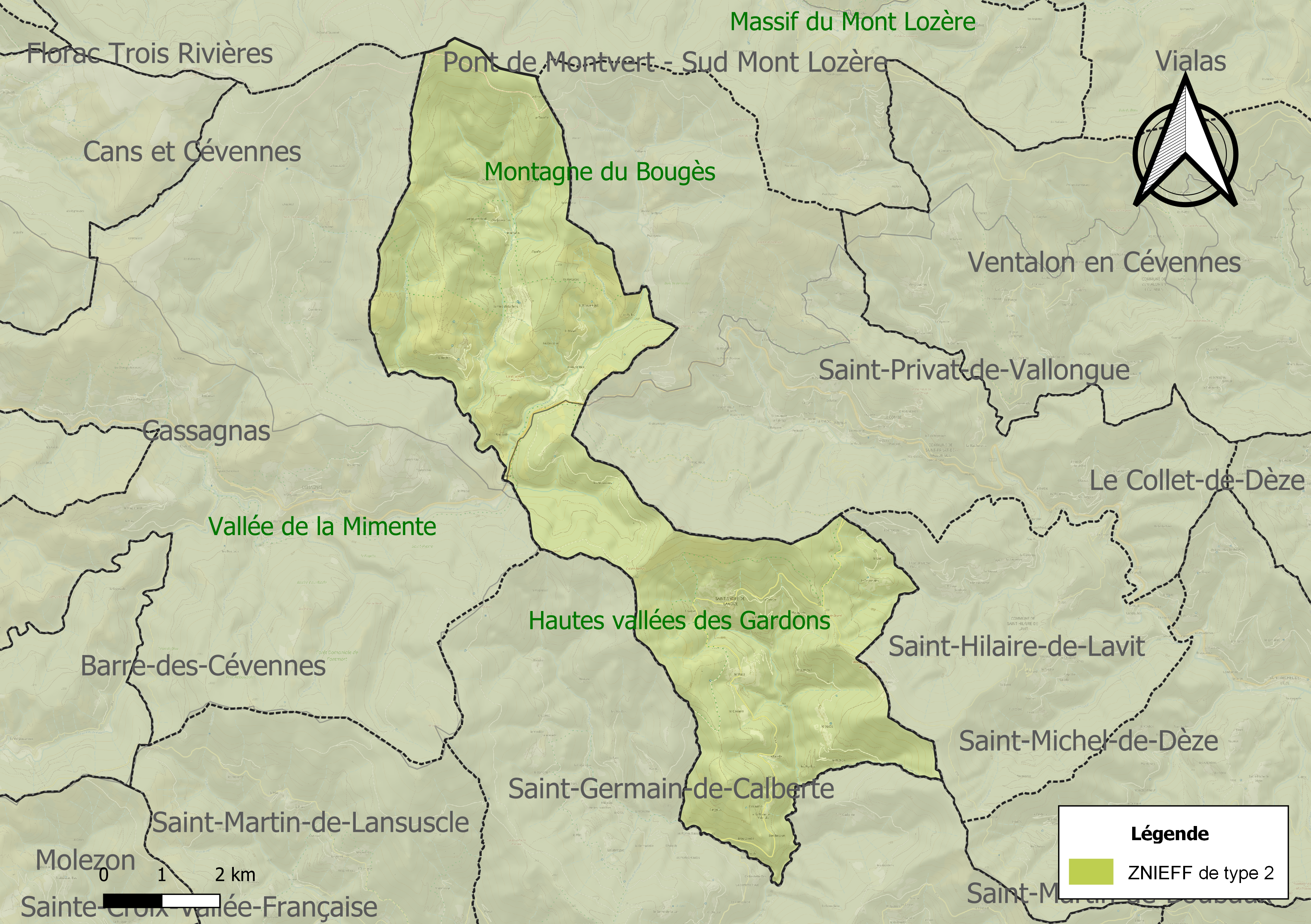
Carte des ZNIEFF de type 2 sur la commune.

## Urbanisme

### Typologie
Au 1er janvier 2024, Saint-André-de-Lancize est catégorisée commune rurale à habitat très dispersé, selon la nouvelle grille communale de densité à sept niveaux définie par l'Insee en 2022.
Elle est située hors unité urbaine et hors attraction des villes,.

### Occupation des sols
L'occupation des sols de la commune, telle qu'elle ressort de la base de données européenne d’occupation biophysique des sols Corine Land Cover (CLC), est marquée par l'importance des forêts et milieux semi-naturels (98,6 % en 2018), une proportion sensiblement équivalente à celle de 1990 (98,9 %). La répartition détaillée en 2018 est la suivante : 
forêts (69 %), milieux à végétation arbustive et/ou herbacée (29,6 %), zones agricoles hétérogènes (1,4 %). L'évolution de l’occupation des sols de la commune et de ses infrastructures peut être observée sur les différentes représentations cartographiques du territoire : la carte de Cassini (XVIIIe siècle), la carte d'état-major (1820-1866) et les cartes ou photos aériennes de l'IGN pour la période actuelle (1950 à aujourd'hui).

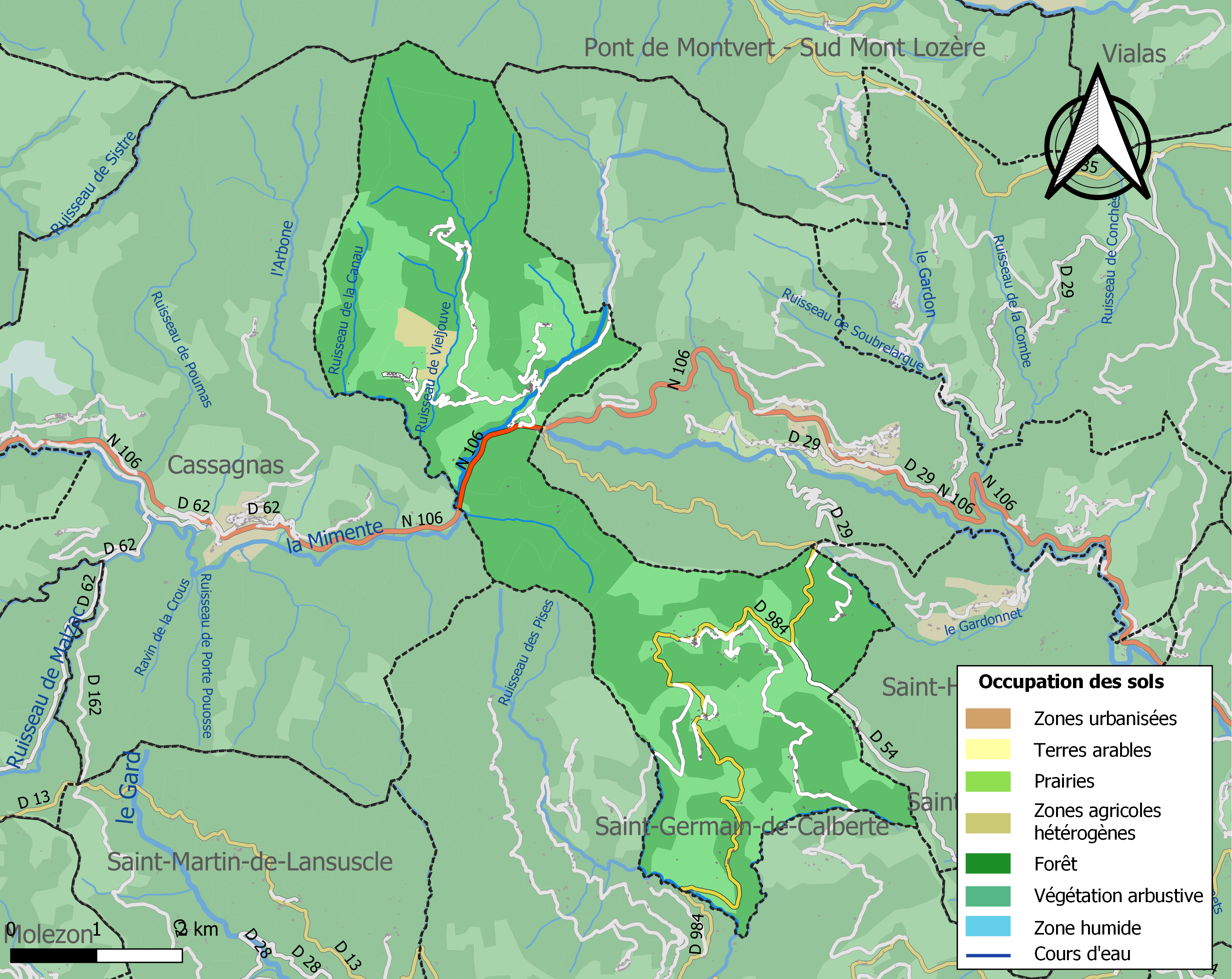
Carte des infrastructures et de l'occupation des sols de la commune en 2018 (CLC).

### Risques majeurs
Le territoire de la commune de Saint-André-de-Lancize est vulnérable à différents aléas naturels : météorologiques (tempête, orage, neige, grand froid, canicule ou sécheresse), feux de forêts, mouvements de terrains et séisme (sismicité faible). Il est également exposé à un risque technologique,  le transport de matières dangereuses, et à un risque particulier : le risque de radon. Un site publié par le BRGM permet d'évaluer simplement et rapidement les risques d'un bien localisé soit par son adresse soit par le numéro de sa parcelle.

#### Risques naturels
Saint-André-de-Lancize est exposée au risque de feu de forêt. Un plan départemental de protection des forêts contre les incendies (PDPFCI) a été approuvé en décembre 2014 pour la période 2014-2023. Les mesures individuelles de prévention contre les incendies sont précisées par divers arrêtés préfectoraux et s’appliquent dans les zones exposées aux incendies de forêt et à moins de 200 mètres de celles-ci. L’arrêté du 23 mars 2018, complété par un arrêté de 2020, réglemente l'emploi du feu en interdisant notamment d’apporter du feu, de fumer et de jeter des mégots de cigarette dans les espaces sensibles et sur les voies qui les traversent sous peine de sanctions. L'arrêté du 23 août 2021, abrogeant un arrêté de 2002, rend le débroussaillement obligatoire, incombant au propriétaire ou ayant droit,,.

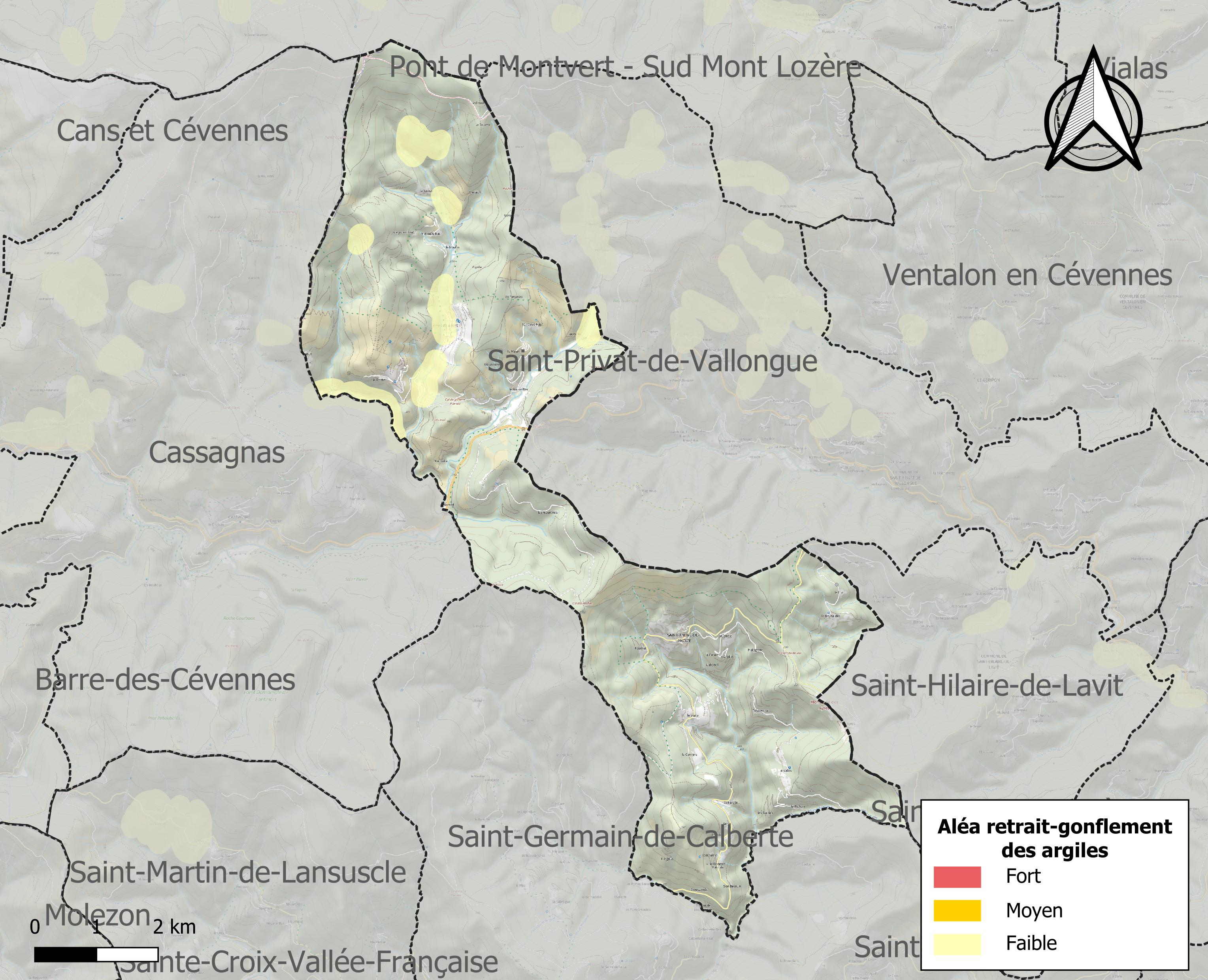
Carte des zones d'aléa retrait-gonflement des sols argileux de Saint-André-de-Lancize.

Les mouvements de terrains susceptibles de se produire sur la commune sont des éboulements, chutes de pierres et de blocs et des glissements de terrain.
Le retrait-gonflement des sols argileux est susceptible d'engendrer des dommages importants aux bâtiments en cas d’alternance de périodes de sécheresse et de pluie. Aucune partie du territoire de la commune n'est en aléa moyen ou fort (15,8 % au niveau départemental et 48,5 % au niveau national). Sur les 164 bâtiments dénombrés sur la commune en 2019,  aucun n'est en aléa moyen ou fort, à comparer aux 14 % au niveau départemental et 54 % au niveau national. Une cartographie de l'exposition du territoire national au retrait gonflement des sols argileux est disponible sur le site du BRGM,.
Par ailleurs, afin de mieux appréhender le risque d’affaissement de terrain, l'inventaire national des cavités souterraines permet de localiser celles situées sur la commune.
La commune a été reconnue en état de catastrophe naturelle au titre des dommages causés par les inondations et coulées de boue survenues en 1982, 1992, 1994, 2014, 2015 et 2020. 

#### Risques technologiques
Le risque de transport de matières dangereuses sur la commune est lié à sa traversée par des infrastructures routières ou ferroviaires importantes ou la présence d'une canalisation de transport d'hydrocarbures. Un accident se produisant sur de telles infrastructures est susceptible d’avoir des effets graves sur les biens, les personnes ou l'environnement, selon la nature du matériau transporté. Des dispositions d’urbanisme peuvent être préconisées en conséquence.

#### Risque particulier
Dans plusieurs parties du territoire national, le radon, accumulé dans certains logements ou autres locaux, peut constituer une source significative d’exposition de la population aux rayonnements ionisants. Certaines communes du département sont concernées par le risque radon à un niveau plus ou moins élevé. Selon la classification de 2018, la commune de Saint-André-de-Lancize est classée en zone 2, à savoir zone à potentiel radon faible mais sur lesquelles des facteurs géologiques particuliers peuvent faciliter le transfert du radon vers les bâtiments.

## Toponymie
Lancize :	« fente, brèche dans le rocher qui sert de lieu de passage ».

## Histoire
L'histoire de la commune est fortement marquée par la révolte des Camisards, dont elle fut le foyer de départ le 22 juillet 1702, à Vieljouves, un hameau situé au-dessus du village du Rouve,. Ce soir-là, invité par Salomon et David Couderc, deux habitants du Rouve, un groupe se réunit autour du  prophète Abraham Mazel, qui reçoit une  inspiration divine  lui enjoignant de délivrer les huguenots faits prisonniers et soumis à la question par l'abbé du Chayla au Pont-de-Montvert. Le dimanche suivant fut consacré à mobiliser ceux qui allèrent libérer les prisonniers. Le 24 juillet, une cinquantaine d'hommes, avec quelques fusils, haches et faux, se retrouvèrent au sommet du Bougès au lieu-dit les Treis Faus ou  les Trois Fayards. Le même soir, vers dix heures, ils entrèrent dans le Pont-de-Montvert en chantant un psaume. Ils demandèrent comme seule revendication la libération des prisonniers. Ne l'obtenant pas, ils les libérèrent par la force, au cours d'un affrontement où l'abbé du Chayla trouva la mort. Ainsi commença la guerre des Camisards, qui s'étendit ensuite à l'ensemble des Cévennes.
Au cours de la Révolution française, la commune porte le nom de Côte-de-Lancize.

## Politique et administration
| Période    | Période  | Identité         | Étiquette | Qualité        |
| ---------- | -------- | ---------------- | --------- | -------------- |
| 2014       | En cours | Florence Baï     | PS        | Cadre de santé |
| 2008       | 2014     | Violaine Martin  |           |                |
| 2001       | 2008     | Alain Couderc    |           |                |
| avant 1988 | ?        | Xavier Chapuisat | PS        |                |

## Démographie
| 1793 | 1800 | 1806 | 1821 | 1831 | 1836 | 1841 | 1846 | 1851 |
| ---- | ---- | ---- | ---- | ---- | ---- | ---- | ---- | ---- |
| 528  | 600  | 509  | 524  | 704  | 663  | 704  | 673  | 691  |

| 1856 | 1861 | 1866 | 1872 | 1876 | 1881 | 1886 | 1891 | 1896 |
| ---- | ---- | ---- | ---- | ---- | ---- | ---- | ---- | ---- |
| 663  | 656  | 673  | 643  | 584  | 612  | 591  | 530  | 492  |

| 1901 | 1906 | 1911 | 1921 | 1926 | 1931 | 1936 | 1946 | 1954 |
| ---- | ---- | ---- | ---- | ---- | ---- | ---- | ---- | ---- |
| 524  | 485  | 475  | 407  | 358  | 331  | 293  | 279  | 225  |

| 1962 | 1968 | 1975 | 1982 | 1990 | 1999 | 2004 | 2006 | 2009 |
| ---- | ---- | ---- | ---- | ---- | ---- | ---- | ---- | ---- |
| 183  | 142  | 116  | 122  | 106  | 112  | 110  | 112  | 126  |

| 2014 | 2019 | 2022 | - | - | - | - | - | - |
| ---- | ---- | ---- | - | - | - | - | - | - |
| 128  | 150  | 163  | - | - | - | - | - | - |

## Économie

### Emploi
|                | 2008  | 2013  | 2018   |
| -------------- | ----- | ----- | ------ |
| Commune        | 7,5 % | 6,7 % | 12,5 % |
| Département    | 5 %   | 6,4 % | 7,1 %  |
| France entière | 8,3 % | 10 %  | 10 %   |

En 2018, la population âgée de 15 à 64 ans s'élève à 91 personnes, parmi lesquelles on compte 75 % d'actifs (62,5 % ayant un emploi et 12,5 % de chômeurs) et 25 % d'inactifs,. En  2018, le taux de chômage communal (au sens du recensement) des 15-64 ans est supérieur à celui de la France et du département, alors qu'il était inférieur à celui de la France en 2008.
La commune est hors attraction des villes,. Elle compte 18 emplois en 2018, contre 24 en 2013 et 17 en 2008. Le nombre d'actifs ayant un emploi résidant dans la commune est de 58, soit un indicateur de concentration d'emploi de 31,6 % et un taux d'activité parmi les 15 ans ou plus de 53,7 %.
Sur ces 58 actifs de 15 ans ou plus ayant un emploi, 13 travaillent dans la commune, soit 23 % des habitants. Pour se rendre au travail, 80,3 % des habitants utilisent un véhicule personnel ou de fonction à quatre roues, 6,6 % s'y rendent en deux-roues, à vélo ou à pied et 13,1 % n'ont pas besoin de transport (travail au domicile).

## Culture locale et patrimoine

### Lieux et monuments
- Temple protestant de Saint-André-de-Lancize.

#### Temple du Rouve Bas
Le temple du Rouve-Bas, aujourd'hui désaffecté et rénové par la commune, abrite un lieu de mémoire consacré à l'insurrection camisarde dans le massif du Bougès (Cévennes).
Le lieu de mémoire est accessible aux visiteurs (en raison de la configuration du terrain, le lieu de mémoire n'est cependant pas accessible aux personnes à mobilité réduite) les mardis et samedis de 15 h à 18 h du 15 juin au 15 septembre.
Le visiteur trouvera :
- la projection d’un montage audio-visuel consacré à la guerre des Camisards ;
- une exposition de documents (fac-similés) sériés en trois catégories :
  - des documents reprenant la thématique de la projection, retraçant les difficultés alors encourues par les protestants et la guerre des camisards elle-même,
  - des documents consacrés aux implications très locales de ces événements,
  - des documents évoquant quelques situations récentes ou actuelles de résistance à l'oppression,
  - une bibliothèque de prêt d'ouvrages historiques et de romans autour des thèmes de liberté de conscience, tolérance, ouverture d'esprit, avec un rayon jeunesse.

Les personnes d'accueil sont à la disposition du public et des ouvrages en rapport avec la guerre des Camisards sont proposés à la vente.
Des animations en soirée et des randonnées-lectures ont lieu chaque année au cours de l'été.